# Iliberris
Iliberris, senare kallad Elvira, var i antiken en stad i den romerska provinsen Baetica på Iberiska halvön, vid det nuvarande Atarfe, väster om Granada. Där hölls omkring 313 (inte 305 eller 306) en synod, kyrkomötet i Elvira, som besöktes av biskopar och presbyterer, företrädesvis från södra Spanien, och som hade till ändamål att åstadkomma en kyrklig lagkodex som skulle reglera hela det kristliga livet.